# クリフ・マルティネス
クリフ・マルティネス（Cliff Martinez、1954年2月5日 - ）は、アメリカ合衆国の映画音楽の作曲家、元ドラマーである。

## 人物
ニューヨークブロンクス区で生まれ、オハイオ州コロンバスで育った。初めての作曲の仕事はテレビ番組『Pee Wee's Playhouse』である。
レッド・ホット・チリ・ペッパーズ、ザ・ディッキーズ（The Dickies）、キャプテン・ビーフハート・アンド・ザ・マジック・バンド、リディア・ランチ、ザ・ウィアードス（The Weirdos）でドラマーとして活動していた。
映画音楽の作曲家としては、スティーヴン・ソダーバーグ監督の『セックスと嘘とビデオテープ』、『トラフィック』、『ソラリス』、『コンテイジョン』を手掛けている。

## 作曲ディスコグラフィ
- 『セックスと嘘とビデオテープ』 - Sex, Lies, and Videotape (1989年)
- 『今夜はトーク・ハード』 - Pump Up the Volume (1990年)
- 『KAFKA/迷宮の悪夢』 - Kafka (1991年)
- 『ブラック・マジック』 - Black Magic (1992年) テレビ映画
- 『わが街 セントルイス』 - King of the Hill (1993年)
- 『蒼い記憶』 - Underneath (1995年)
- 『グレイズ・アナトミー』 - Gray's Anatomy (1996年)
- 『スキゾポリス』 - Schizopolis (1996年)
- Wicked (1998年)
- 『イギリスから来た男』 - The Limey (1999年)
- 『トラフィック』 - Traffic (2000年)
- 『NARC ナーク』 - Narc (2002年)
- 『ソラリス』 - Solaris (2002年)
- 『ワンダーランド』 - Wonderland (2003年)
- 『ホワイト・ライズ』 - Wicker Park (2004年)
- アン・ハサウェイ/裸の天使』 - Havoc (2005年)
- First Snow (2006年)
- 『ザ・スパイ 裏切りのミッション』 - Espion(s) (2009年)
- In the Beginning (2009年)
- 『リンカーン弁護士』 - The Lincoln Lawyer (2011年)
- 『ドライヴ』 - Drive (2011年)
- 『コンテイジョン』 - Contagion (2011年)
- 『キング・オブ・マンハッタン 危険な賭け』 - Arbitrage (2012年)
- 『スプリング・ブレイカーズ』 - Spring Breakers (2012年)
- 『ランナウェイ/逃亡者』 - The Company You Keep (2012年)
- 『オンリー・ゴッド』 - Only God Forgives (2013年)
- 『ネオン・デーモン』 - The Neon Demon (2016年)
- 『ザ・フォーリナー/復讐者』 - The Foreigner/英伦对決 (2017年)
- 『ザ・アウトロー』 - Den of Thieves (2018年)

## ディスコグラフィ

### 参加アルバム
ザ・ウィアードス
- 『ウィアード・ワールド 第一章 1977-1981』 - Weird World – Volume One 1977–1981 (1991年、Frontier) ※コンピレーション

リディア・ランチ
- 『13.13』 - 13:13 (1982年)
- Stinkfist (1986年) ※EP

キャプテン・ビーフハート・アンド・ザ・マジック・バンド
- 『烏と案山子とアイスクリーム』 - Ice Cream for Crow (1982年)

レッド・ホット・チリ・ペッパーズ
- 『レッド・ホット・チリ・ペッパーズ』 - The Red Hot Chili Peppers (1984年)
- 『フリーキー・スタイリー』 - Freaky Styley (1985年)
- 『アビイ・ロード・E.P.』 - The Abbey Road E.P. (1988年) ※EP
- 『レッド・ホット・チリ・ペッパーズ・スーパー・ベスト!!（ホワット・ヒッツ!?）』 - What Hits!? (1992年) ※コンピレーション
- 『アウト・イン・LA』 - Out in L.A. (1994年) ※コンピレーション
- Under the Covers: Essential Red Hot Chili Peppers (1998年) ※コンピレーション

ザ・ディッキーズ
- 『キラー・クラウンズ・フロム・アウター・スペース』 - Killer Clowns From Outer Space (1988年)
- 『セカンド・カミング』 - The Second Coming (1989年)
- Locked N' Loaded Live in London (1991年)
- Idjit Savant (1994年)